# KZ-Außenlager Kaufbeuren
Das KZ-Außenlager Kaufbeuren war ein Außenlager des Konzentrationslagers Dachau, das von Mai 1944 bis 15. April 1945 in der Mechanischen Baumwollspinnerei und Weberei in Kaufbeuren bestand. Hier waren rund 300 bis 600 Häftlinge interniert, die vor allem in der Zwangsarbeit für die Bayerischen Motorenwerke (BMW) eingesetzt wurden. Die Insassen, überwiegend europäischer Herkunft, stammten aus 17 Nationen, darunter Russen, Franzosen, Polen, Deutsche und Kroaten.
Das Lager wurde von einer Wachkompanie mit etwa 40 Mann bewacht, die aus Soldaten bestand, die als frontuntauglich galten. SS-Untersturmführer Wilhelm Becker fungierte als Lagerführer. Trotz der harten Bedingungen und Misshandlungen berichteten Überlebende, dass im Außenlager Kaufbeuren niemand verhungert oder vorsätzlich getötet worden sei.
Die Häftlinge arbeiteten in Tag- und Nachtschichten bei BMW, wo sie in der Baumwollspinnerei Flugzeugteile wie Luftschraubenwellen und Bleibronzelager produzierten. Rund 20 bis 30 Häftlinge waren für die Schwäbische Formholz-Gesellschaft, ein Tochterunternehmen der Messerschmitt-Werke, tätig und stellten Holzpressteile für den Flugzeugbau her. Weitere Häftlinge waren in der Küche und Verwaltung eingesetzt.
Im April 1945, kurz vor Kriegsende, konnten einige Häftlinge fliehen, unterstützt von Zwangsarbeiterinnen. Nachdem die Materiallieferungen ausblieben, wurde das Lager aufgelöst. Am 15. April 1945 erfolgte der Transport der meisten Häftlinge ins Außenlager Allach, von wo aus viele auf einen Todesmarsch gezwungen wurden. Einige wenige Häftlinge blieben in Kaufbeuren und konnten bei Familien untertauchen.
Autobiographische Berichte von Überlebenden sind selten. Das Buch „Kommando Kaufbeuren“ (1985) sammelte Erinnerungen französischer Überlebender, zusammengestellt vom Journalisten Fabien Lacombe. Lacombe selbst war Häftling im Außenlager Kaufbeuren und nach Kriegsende als Journalist tätig. Ein weiteres Zeugnis stammt von Bruno Jacob, der als KPD-Mitglied in Kaufbeuren inhaftiert war und später eine politische Karriere in der DDR verfolgte.